# Philippe Albert
Philippe Julien Albert (* 10. August 1967 in Bouillon, Provinz Luxemburg) ist ein ehemaliger belgischer Fußballspieler auf der Position eines Abwehrspielers.

## Laufbahn
Der 1967 geborene Philippe Albert begann seine Profilaufbahn 1985 beim SC Charleroi, bei dem er bis 1989 spielte. Bereits 1987 gab er auch sein Debüt in der belgischen Nationalmannschaft. Ab 1989 stand er beim KV Mechelen unter Vertrag. 1992, in demselben Jahr, in dem er zum RSC Anderlecht wechselte, gewann er den Belgischen Goldenen Schuh. Mit Anderlecht wurde er zweimal Belgischer Meister und einmal Pokalsieger.
1994 trat er mit der belgischen Nationalmannschaft bei der Weltmeisterschaft in den Vereinigten Staaten an. Dort zeigte Albert eine später als „beeindruckend“ bezeichnete Leistung. Nach der WM wechselte er für 2,6 Millionen £ zum englischen Erstligisten Newcastle United.
Alberts fünf Jahre währende Zeit bei den Tynes war von Verletzungen überschattet, und er bestritt lediglich 96 Spiele. Dennoch gilt er noch immer als einer der beliebtesten ausländischen Spieler des Vereins. Als sein größter Moment gilt ein Tor, das er 1996 gegen Manchester Uniteds Torhüter Peter Schmeichel aus 40 Yards Entfernung (knapp über 36 ½ Meter) erzielte. Mit Albert gewann Newcastle 1995/96 und 1996/97 die Vizemeisterschaft.
Nachdem Ruud Gullit 1998 neuer Trainer der Mannschaft geworden war, kam Albert lediglich noch sechsmal zum Einsatz. Kurzzeitig wurde er zum FC Fulham ausgeliehen. 1999 verließ er den Verein und wechselte zurück nach Belgien zu Sporting Charleroi.

### Erfolge
- Belgischer Meister: 1993, 1994
- Belgischer Pokalsieger: 1994